# کسگرین (دهانه)
کسگرین یک دهانه برخوردی در ماه‌ است.

## دهانه‌های اقماری
این دهانه ۳ دهانه اقماری دارد.
| Cassegrain | عرض جغرافیایی | طول جغرافیایی | قطر          |
| ---------- | ------------- | ------------- | ------------ |
| H          | ۵۳.۱° S       | ۱۱۵.۶° E      | ۲۸.۰ کیلومتر |
| K          | ۵۵.۰° S       | ۱۱۳.۵° E      | ۱۷.۰ کیلومتر |
| B          | ۴۹.۰° S       | ۱۱۴.۰° E      | ۳۹.۰ کیلومتر |